# Yuri Prokhorov
Yuri Vasilevich Prokhorov (em russo:  Юрий Васильевич Прохоров; Moscou, 15 de dezembro de 1929) é um matemático russo.
Sua área de interesse é teoria das probabilidades. Foi orientado de Andrei Kolmogorov, com doutorado em 1949 pela Universidade Estatal de Moscou.